# تتراسیانواتیلن
تتراسیانواتیلن (به انگلیسی: Tetracyanoethylene) با فرمول شیمیایی C۶N۴ یک ترکیب شیمیایی با شناسه پاب‌کم ۱۲۶۳۵ است. که جرم مولی آن ۱۲۸٫۰۹ g/mol می‌باشد. 